# مارغو لي
مارغو لي (بالإنجليزية: Margo Lee)‏ هي ممثلة أسترالية، ولدت في 20 يونيو 1923 في أستراليا، وتوفيت بنفس المكان في 1987.

## وصلات خارجية
- مارغو لي على موقع IMDb (الإنجليزية)
- مارغو لي على موقع قاعدة بيانات الفيلم (الإنجليزية)